# 拉利·維克斯
拉利·艾倫·維克斯（Larry Allen Vickers）是退役的三角洲部隊隊員，知名槍枝設計專家，現在從事槍械教練、作家。曾在美國陸軍特戰部隊服役20多年，其中有長達15年在知名精英部隊三角洲部隊中效力。他是維克斯戰術（Vickers Tactical）的創辦人，同時也是國際手槍防禦協會與槍械訓練協會的共同創辦人。

## 生平
維克斯1963年6月出生於俄亥俄州亞當斯米爾斯。他的父親曾參與第二次世界大戰的北非和意大利戰役。
上中學時，維克斯決定加入美國陸軍特種部隊，並在此期間對槍支產生了興趣。他於1987年加入三角洲部隊。

## 職業生涯
維克斯曾經參與酸性棄兵行動，從巴拿馬巴拿馬城的莫德洛監獄營救庫特·穆斯，此外還參加過著名的沙漠風暴行動，並因此獲得了銅星勳章；因身體因素在服役20年後選擇從三角洲部隊退役。維克斯曾經被黑克勒-科赫公司聘用，並直接參與了著名的HK416突擊步槍與HK45半自動手槍設計與開發。出版過《維克斯指南》一書，內容詳盡的介紹了AR-15、M1911、MP40等槍枝。
2009年在YouTube創建了維克斯戰術（Vickers Tactical）頻道，透過影片的方式介紹各種槍械；截至2025年，該頻道已超過100萬人訂閱，觀看次數達到2億次。

## 個人生活
維克斯是AK-47的鐵粉。2021年在維克斯戰術臉書粉絲專頁宣布罹患癌症。

## 外部連結
- 維克斯的X（前Twitter）
- YouTube上的維克斯戰術頻道